# Holstebro
Holstebro – miasto w Danii, w regionie Jutlandia Środkowa, siedziba gminy Holstebro.

## Zabytki oraz interesujące miejsca
- Małe Centrum
- Muzeum Sztuki
- Muzeum Holstebro
- Siedziba Odin Teatret - jedynego teatru na świecie, który działa 50 lat w tym samym składzie

## Turystyka
Znajduje się tutaj schronisko młodzieżowe oraz kemping.

## Sport
W Holstebro swoją siedzibę ma klub sportowy Holstebro BK rozgrywający mecze na wielofunkcyjnym stadionie Holstebro Idrætspark.

## Współpraca
Miejscowości partnerskie:
 Altea, Hiszpania
 Bad Kötzting, Niemcy
 Bellagio, Włochy
 Bundoran, Irlandia
 Chojna, Polska
 Granville, Francja
 Sherborne, Wielka Brytania
 Houffalize, Belgia
 Judenburg, Austria
 Karkkila, Finlandia
 Kőszeg, Węgry
 Marsaskala, Malta
 Meerssen, Holandia
 Niederanven, Luksemburg
 Oxelösund, Szwecja
 Preny, Litwa
 Preweza, Grecja
 Sesimbra, Portugalia
 Türi, Estonia
 Sigulda, Łotwa
 Sušice, Czechy
 Zwoleń, Słowacja